# Aardappelkelder Kamp Westerbork

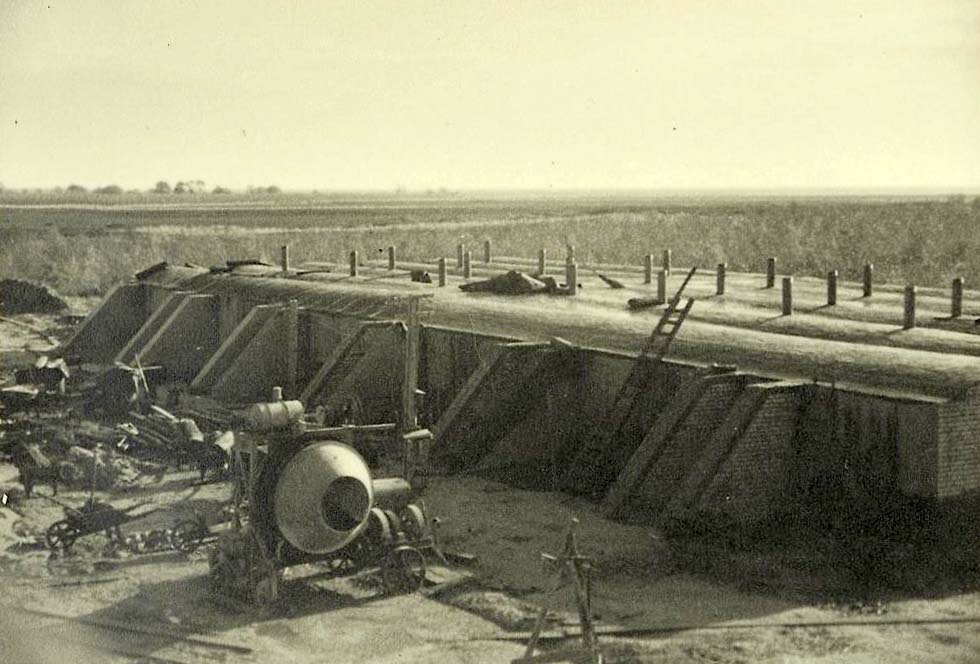
Bouw van de aardappelopslag

De aardappelkelder Kamp Westerbork is een ondergrondse natuurlijke koelruimte in Kamp Westerbork gebouwd in 1942. De aardappelkelder bevond zich net buiten het kamp bij het eindpunt van het spoor. Doordat de opslag zich onder de grond bevindt bleven aardappelen koel bewaard. Er konden 40.000 kilo aardappelen tegelijk worden opgeslagen. De aardappelkelder is een van de weinige overgebleven bouwwerken van het kamp en is tegenwoordig een rijksmonument.
Aardappelen waren de belangrijkste voedingsbron voor de kampgevangenen in verschillende stamppotvarianten. Het kamp had een eigen boerderij en aardappelschillerij.

## Kampboerderij De Schattenberg
De kampboerderij De Schattenberg met 42 hectare land is in 1940 in gebruik genomen en bevond zich aan de weg richting het Oranjekanaal. De bedoeling was om met de gemengde boerderij in het begin gedeeltelijk en later volledig het Centraal Vluchtelingenkamp Westerbork van voedsel te voorzien. In de oorlogstijd zorgde de boerderij voor extra voedsel voor het kamp en speciaal voor de opslag werd de aardappelkelder gebouwd. De boerderij werd gepacht door Cornelis Fledderus. De boerderij is na de oorlog nog in gebruik geweest en na 1968 afgebroken in verband met de storingsvrije zone rondom de radiotelescoop.

## Huidige situatie
De kelder is eigendom van Staatsbosbeheer, werd af en toe gebruikt voor de opslag van zaden en is sinds 1986 in overleg met het Herinneringscentrum Kamp Westerbork in gebruik als een vleermuisoverwinteringsplaats waar 200 tot 1000 vleermuizen jaarlijks overwinteren. De kelder is niet toegankelijk voor publiek. Naast de kelder bevindt zich het Nationaal Monument Westerbork.